# Voliris
 (décembre 2016).
 (décembre 2016).
Si vous disposez d'ouvrages ou d'articles de référence ou si vous connaissez des sites web de qualité traitant du thème abordé ici, merci de compléter l'article en donnant les références utiles à sa vérifiabilité et en les liant à la section « Notes et références ».
Voliris est une entreprise de recherche et développement dans l'innovation autour du dirigeable. Exploitant de dirigeable de 2001 à 2008, en 2008 elle effectue un virage vers la recherche pour étendre l'utilisation des ballons dirigeables. Les locaux de l'entreprise sont situés sur l'aérodrome de Moulins - Montbeugny, avec un hangar de 40 mètres de long, 20 mètres de large et 12 mètres de haut capable d'abriter ses prototypes. 

## Historique
Née en 1999, Voliris est une société qui développe, construit et exploite des dirigeables. Les première années ont été dédiées à des recherches bibliographiques pour retrouver les compétences des dirigeables. Le premier prototype était un dirigeable radiocommandé rigide. Elle assemble son premier dirigeable ULM en 2003, le  V900. Après plusieurs campagnes publicitaires, la société se concentre à partir de 2008 dans la recherche et le développement de dirigeables hybrides pour augmenter significativement leurs performances.

### 2001- 2008: exploitant de dirigeable
À la suite de l'achat de l'enveloppe et des empennages auprès de la compagnie russe Rosaero, Voliris assemble le dirigeable V900 en France en intégrant une nacelle innovante. Celle-ci intègre une hélice sustentatrice destinée à favoriser le décollage verticale.
Plusieurs campagnes publicitaires sont menées par l'équipe Voliris.
- La France en action
- Campagne au Gabon
- Vulcania
- La chaîne météo[4],[5],[6]
- Le centenaire du république

Lors de la campagne de la Chaîne Météo, cinq femmes pilotes sont formées sur autogires et dirigeables. Cette aventure a été l’objet d'un documentaire diffusé sur la chaîne Météo en 2008. Malgré les succès et l'expérience de l'équipe, l'exploitation des dirigeables n'a pas permis d'atteindre une rentabilité financière pour poursuite ces activités.

### 2008 - 2016: Recherche et développement sur les dirigeables hybrides
Avec l'expérience opérationnelle des dirigeables et le constat de leur sensibilité météo, l'entreprise entreprend un programme de recherche pour diminuer drastiquement la sensibilité des dirigeables et permettre la transition vers des aéronefs sans émission de CO2. L'entreprise est reprise en 2008 par l'actionnaire majoritaire Alain Bernard via la société Business Angel New York Finances Innovation (NYFI).
En 2009, un hangar pour dirigeables est construit pouvant accueillir des dirigeables ULM. Un premier programme de développement est lancé avec plusieurs innovations intégrés dans le concept. Une forme multi-lobées aplatie permet de diminuer la résistance aérodynamique de l'enveloppe et générer une portance aérodynamique importante.  La technologie TME à l'aide d'un système de treuil sert à tracter plusieurs brins à l'intérieur de l'enveloppe. Cette innovation permet de faire varier la géométrie pour pouvoir gérer les différences de pressions dans l'enveloppe (altitude, pression atmosphérique) et ainsi éviter l'emport d'air dans les ballonnets. Enfin, une volonté d'anticiper la transition énergétique se traduit par des recherches sur l’intégration de l'hydrogène comme gaz porteur et carburant.
À la suite de la réalisation de plusieurs enveloppes, l'équipe du bureau d’études valide les méthodes de conception et de fabrication de l'enveloppe. Le programme Dirigeable à grande vitesse et à géométrie variable (DVG2) est proposé pour répondre à un appel à manifestation d’intérêt (AMI) pour les transports écologiques du futur. Afin de confronter ses études théoriques aux mesures expérimentales, la société a développé 7 prototypes allant de 3 m de long à 37 m de long. Ces démonstrateurs ont permis de converger vers une enveloppe pentalobée avec une forme aérodynamique répondant aux exigences de Voliris. 

### 2016: Lancement du programme NATAC
L’entreprise lance le programme NATAC, (Navette aérienne de transport automatique de containers) qui a pour but de transporter un container de 40 pieds-30 t de charge utile dans des zones en déficit d'infrastructure. Son hybridation lui permet de décoller et d'atterrir sur n'importe quelle surface terrestre d'une longueur de 800 m. Avec un rayon d'action de 500 km aller puis retour, le NATAC a pour but de développer les zones désertiques.

## Réalisations
Pour valider les modèles théoriques développés par le bureau d’études, des prototypes sont construits et instrumentés pour confronter les résultats théoriques et expérimentaux.
Tous les prototypes sont gonflés à l’hélium et testés dans le cadre réglementaire des ULM ou des aéronefs télé-pilotés :
- Le V900 : Dirigeable ULM en forme de cigare avec 900 m3 d’hélium[4]
- Le V901C : Dirigeable ULM trilobé avec un empennage Omega
- Le V901RC : Dirigeable radio commandé et dronisé[9]
- Le V901D : Dirigeable ULM trilobé biplace avec un empennage cruciforme[10]
- Le V902RC : Dirigeable pentalobé radio commandé[11]
- Le V902Mini : Dirigeable pentalobé radio commandé et dronisé
- Le V902ULM : Dirigeable pentalobé ULM monoplace[12]

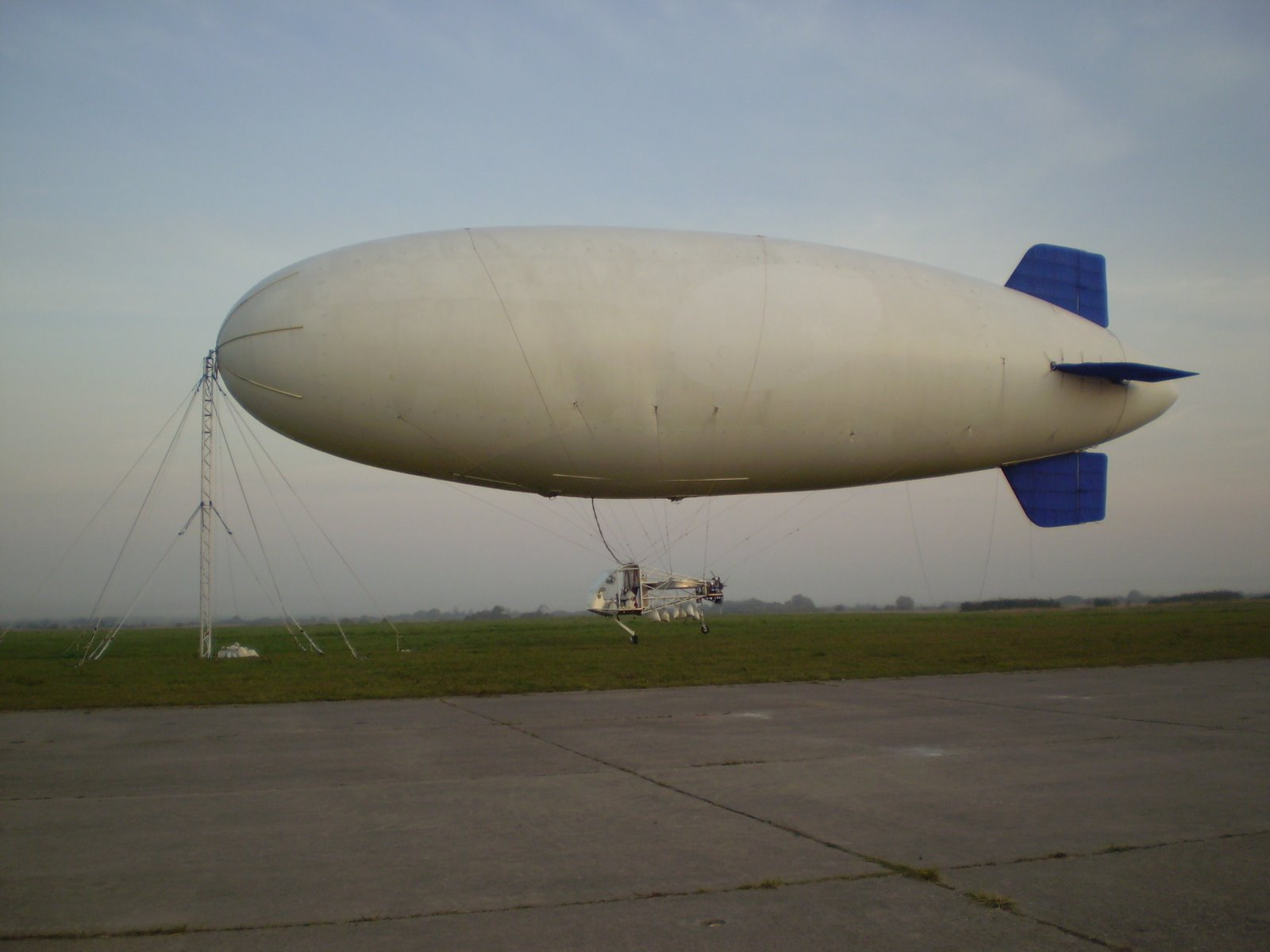
V900
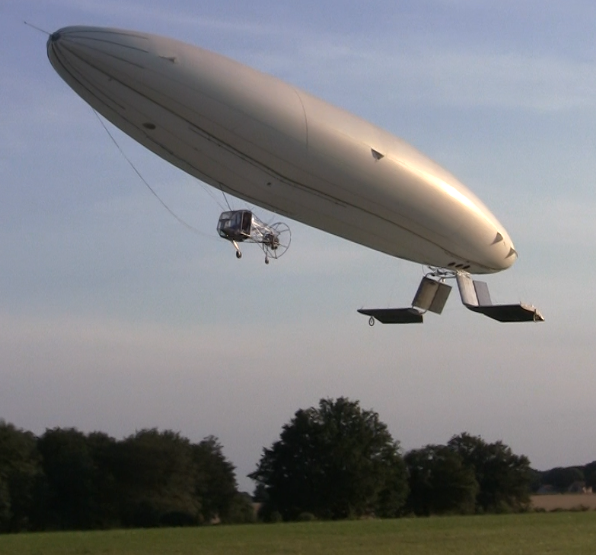
V901C
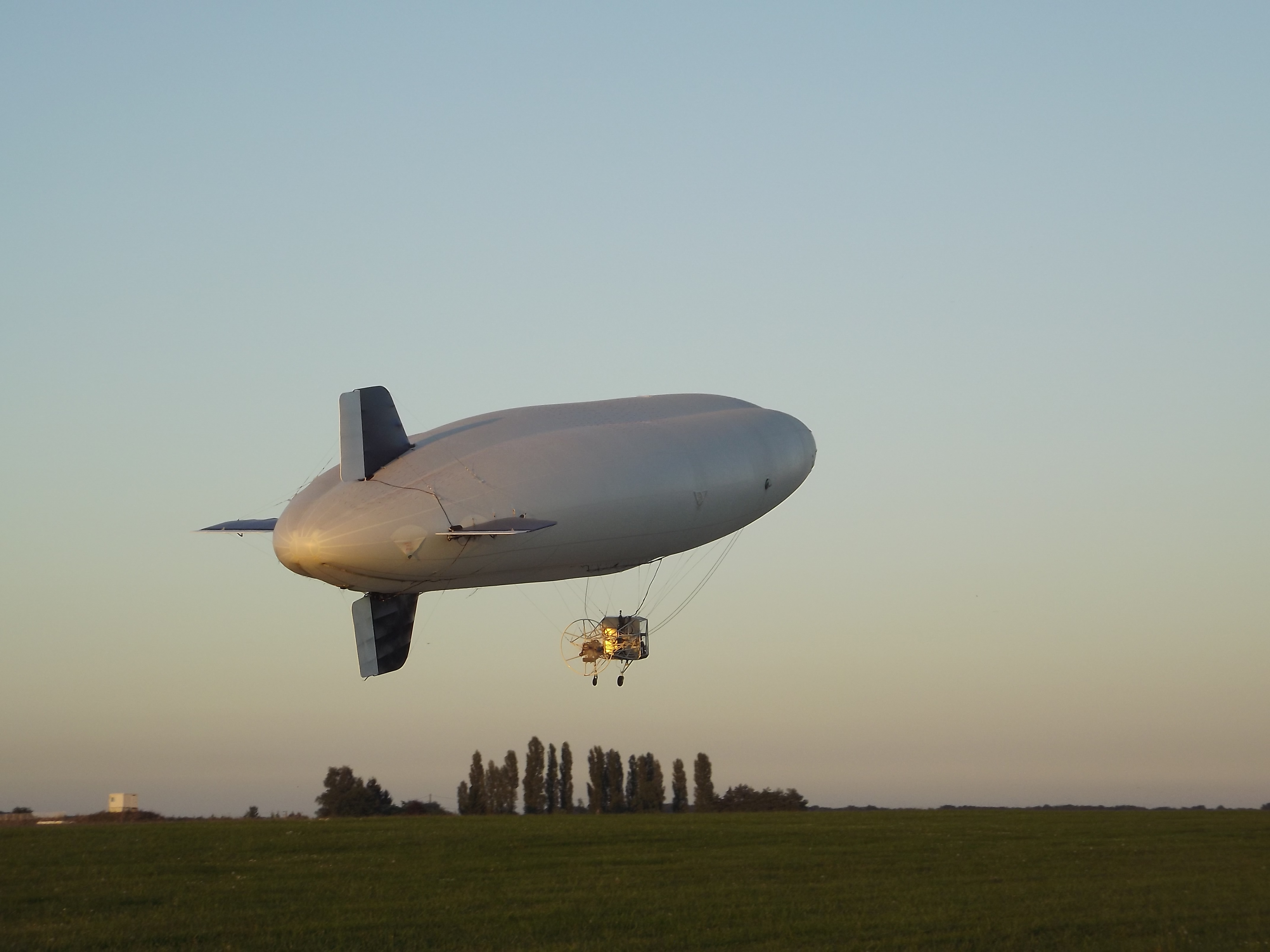
V901D
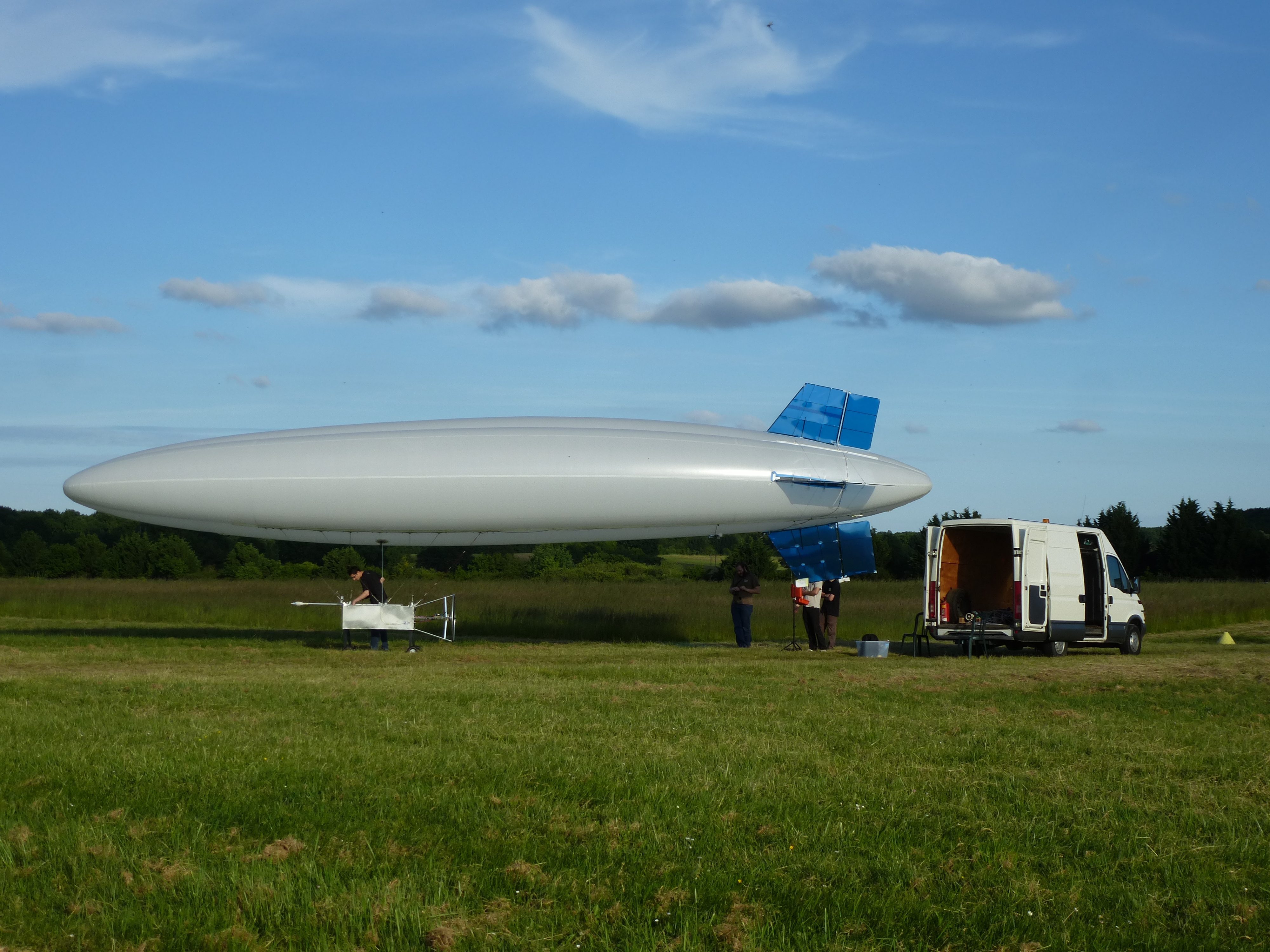
V901RC
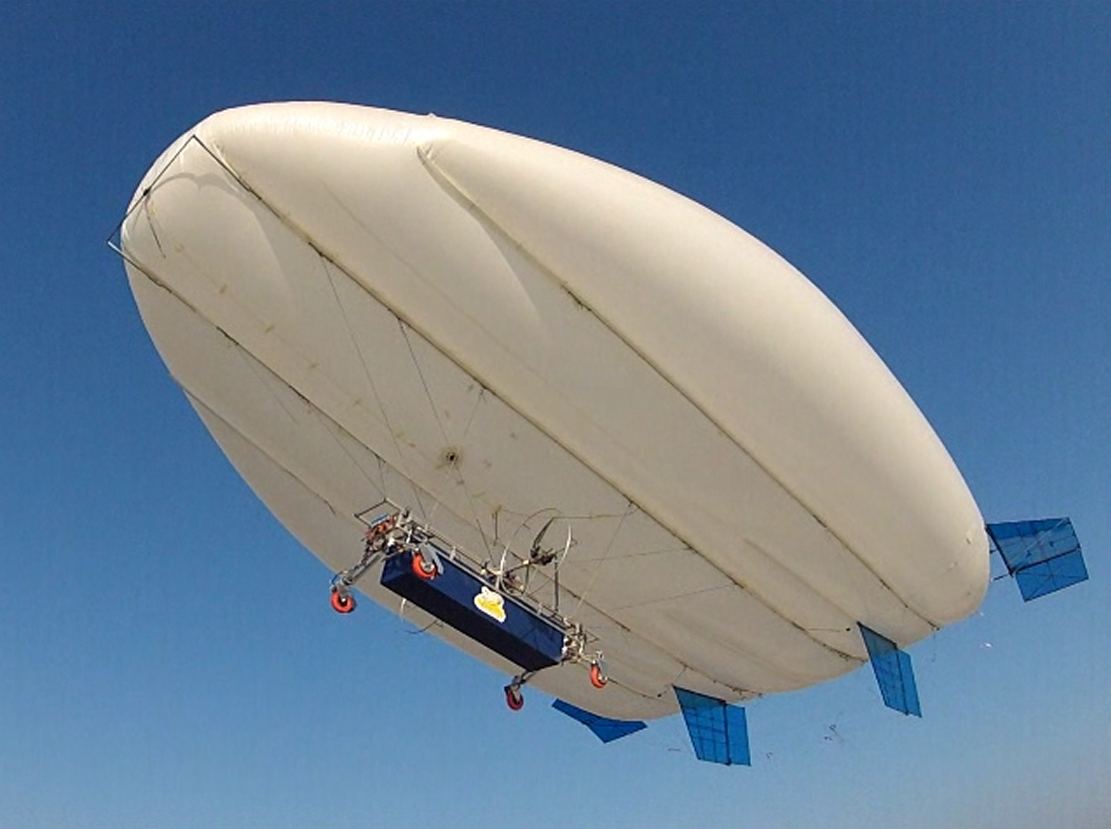
V902RC
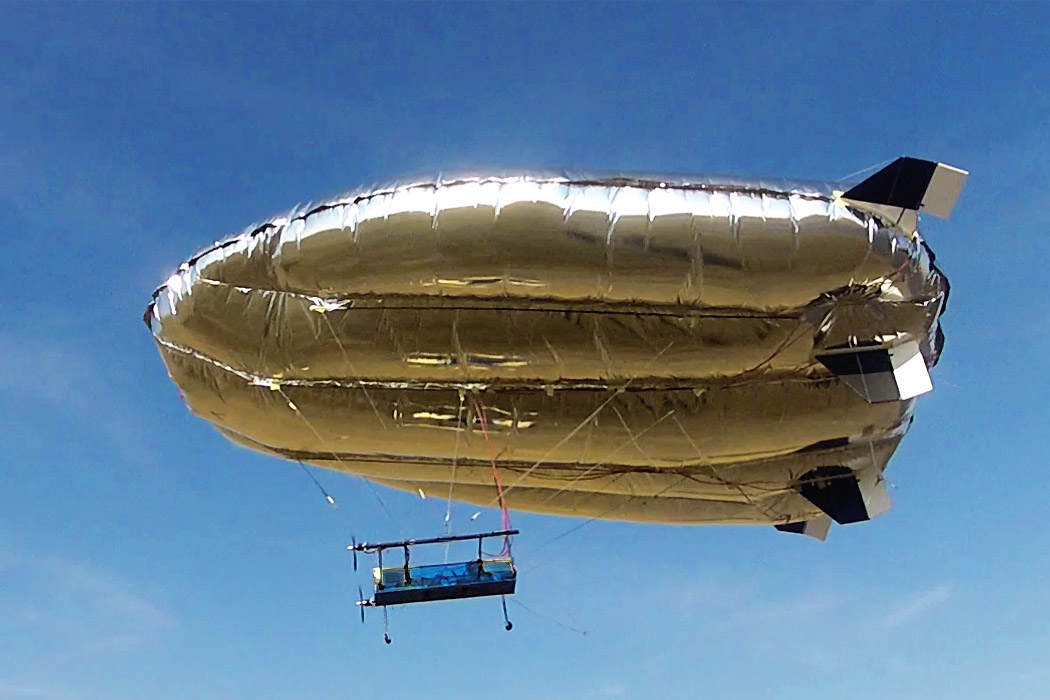
V902Mini
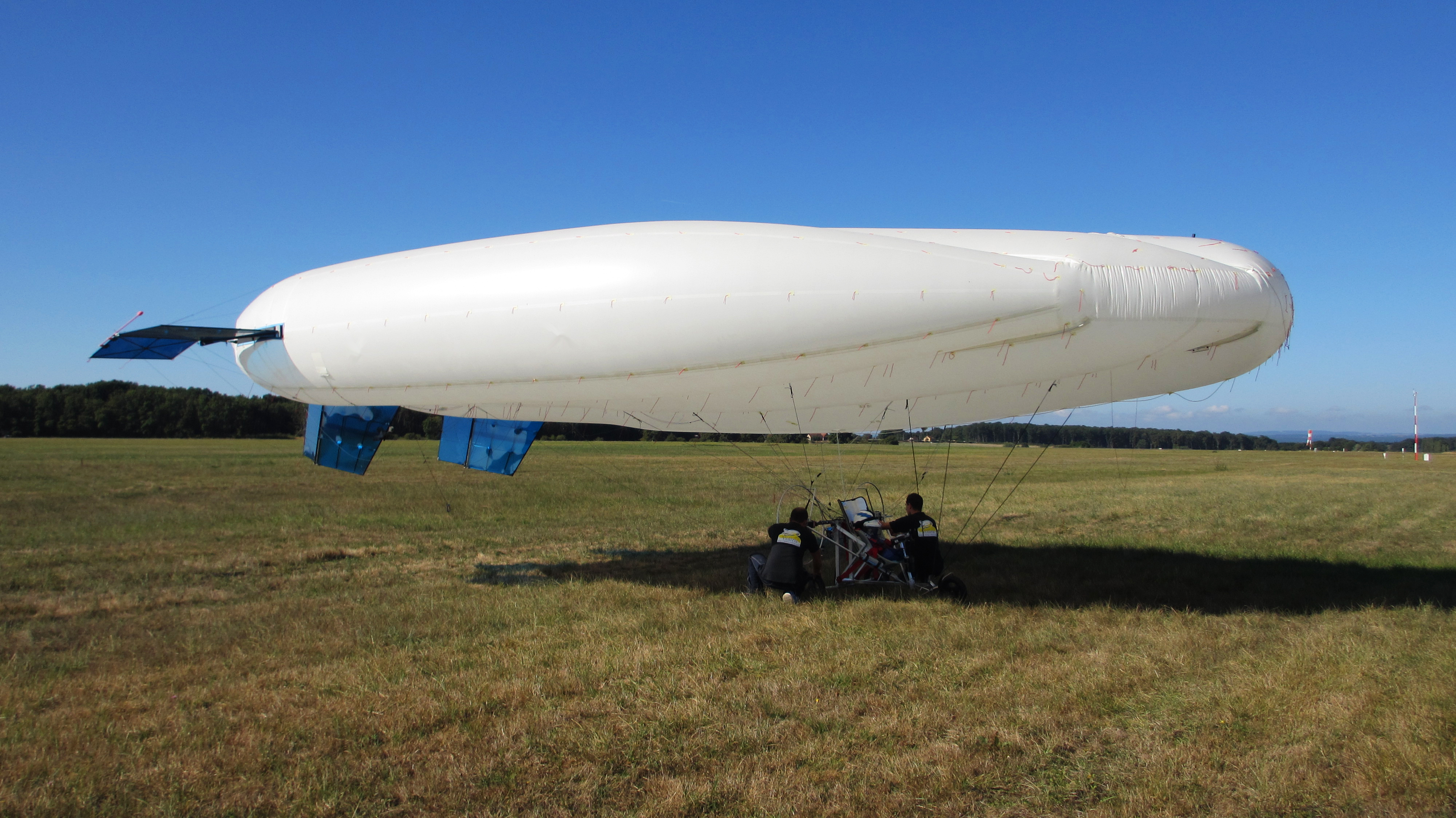
V902ULM

En octobre 2016, la société entre dans le Guinness World Record avec le plus petit dirigeable piloté au monde. 
Au-delà des prototypes volants, des problématiques opérationnelles sont abordées avec la réalisation d'un prototype de déplacement pour le transport de containers et la réalisation d'un simulateur de vol pour favoriser la formation de pilotes de dirigeables en France.